# مسجد الجمعة (هراة)
مسجد الجمعة في هراة ويعرف أيضا باسم المسجد الجامع في هراة أو الجامع الكبير في هراة هو أحد المساجد في مدينة هراة في ولاية هراة في شمال غرب أفغانستان، بني المسجد من قبل الغوريين وبالتحديد من قبل السلطان المشهور غياث الدين محمد الغوري، والذي أسسه في عام 1200، والذي جُدد في وقت لاحق من قبل العديد من الحكام، كما تعاقب على هراة عدد من الحكام على مر العصور من التيموريين والصفويين إلى المغول والأوزبك، وجميعهم دعموا المسجد، وعلى الرغم من أن العديد من البلاط المزجج تم استبداله خلال الفترات اللاحقة، وأعطي الجامع الكبير في هراة شكله الحالي خلال السنوات الأخيرة من القرن الخامس عشر.

## التاريخ
جامع مسجد هراة الأول يعد أول مسجد تجمعي في المدينة، وقد بني على موقع كان فيه اثنين من أصغر معابد النار التي دمرها الزلزال والنار، بدأ بناء المسجد من قبل الحاكم غیاث‌ الدین محمد الغوري في عام 1200 الموافق 597 هـ، وبعد وفاته استمر بناء المبنى من قبل أخيه وخليفته معز الدین محمد الغوري، ويتأكد هذا من جانب من نقش موجود على البوابة الشرقية تم اكتشافه في عام 1964 أثناء الترميم، والمؤرخ التيموري في القرن السادس عشر الميلادي خواند مير في كتابه «خُلاصة الأخبار».

### التيموريين
في عام 1221 غزا جنكيز خان المحافظة جنبا إلى جنب مع الكثير من مدن هراة، وانخفض المبنى الصغير وتحول إلى الخراب، واستمر على ذلك حتى بعد عام 1245 تحت حكم شمس الدين كرت، والذي أجرى برنامج إعادة البناء للمسجد، ولم يتم البدء في البناء في المسجد حتى عام 1306، ولكن أتى زلزال مدمر في عام 1364 وأدى لتدمير المبنى بالكامل تقريبا، وعلى الرغم من إحراز بعض المحاولات لإعادة بنائه، وبعد عام 1397 تم إعادة توجيه الحكام التيموري لنمو مدينة هراة نحو الجزء الشمالي من المدينة، وتم بناء مسجد تجمعي جديد في مصلى جوهر شاد واتسم في النهاية المسجد الأول برعاية الجامع من قبل النظام الملكي، وقد تم استبدال المسجد الصغير الذي دمر وتشييد مبنى جديد تماما مع الحدائق المحيطة به، والتي تم الانتهاء منه على يد جلال الدين فيروز شاه وهو واحد من أبرز أمراء شاه رخ بن تيمورلنك في الفترة (1405 - 1444)، واستغرقت الزينة وحدها خمس سنوات لإكمالها، وفي وقت لاحق خضع المسجد لتجديد نهائي تحت سلطنة مغول الهند عندما أمر الأمير خرم (شاه جهان) بتوسعت المسجد وكان وقتها في قتال من أجل السيطرة على المنطقة ضد القبائل الأوزبكية.

### القرن التاسع عشر حتى الآن
قليلا من المساجد في القرون الوسطى لا تزال على قيد الحياة، فقد تركت الحروب الأنجلو أفغانية الكثير من مساجد المدمرة، وأطلق برنامج في عام 1945 يعدف لإعادة بناء الجدران والغرف وتوسيع القسم الشمالي الشرقي من المسجد بطول حوالي 101 متر إلى 121 متر، واستبدال المواد باهظة الثمن من بناء القرون الوسطى وبناء الامبراطوريات التيمورية والمغولية بمواد رخيصة الثمن والمتوفرة محليا، وعموما قام البرنامج باعادة بناء متعددة للمسجد، ولم تبقى سوى مدرج بوابة غوريد إلى الجنوب من المدخل الرئيسي الحالي للمسجد، في عام 2012 قرر حوالي خمسين تاجر أفغاني يجمع الأموال لتجديد المسجد.

## الوصف
تم بناء الجامع الكبير في نمط إيوان مستطيل الشكل تقليدي، مع ثلاثة جدران وفناء مركزي ضخم، بالإضافة لبعض من الديكورات الأصلية التي أضيفت في مركز الفرع، ولكن الكثير من الديكورات والمواد الثمينة وقد تم استبدالها في التجديد الأخير للمسجد.

## الصور

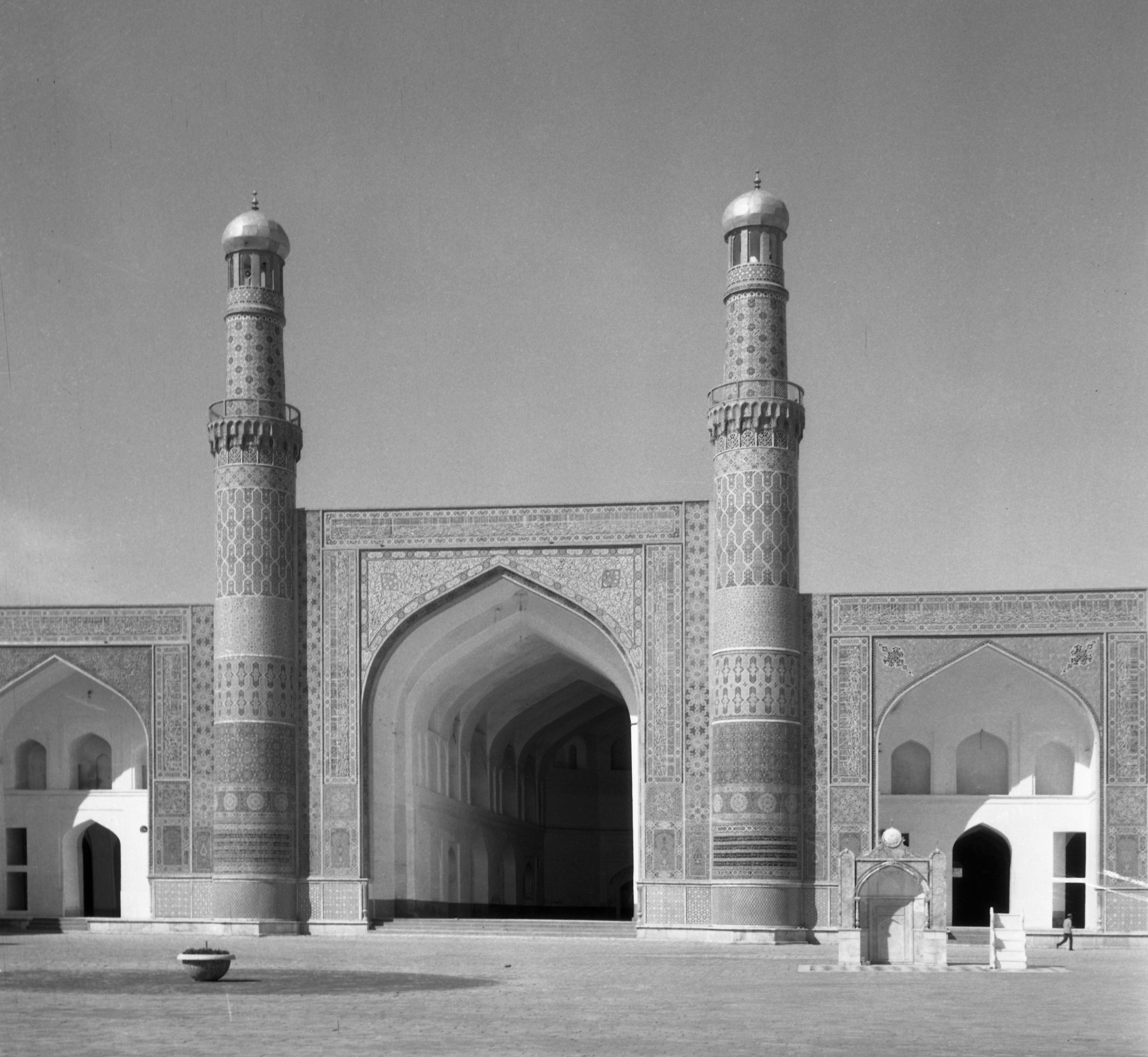
1962
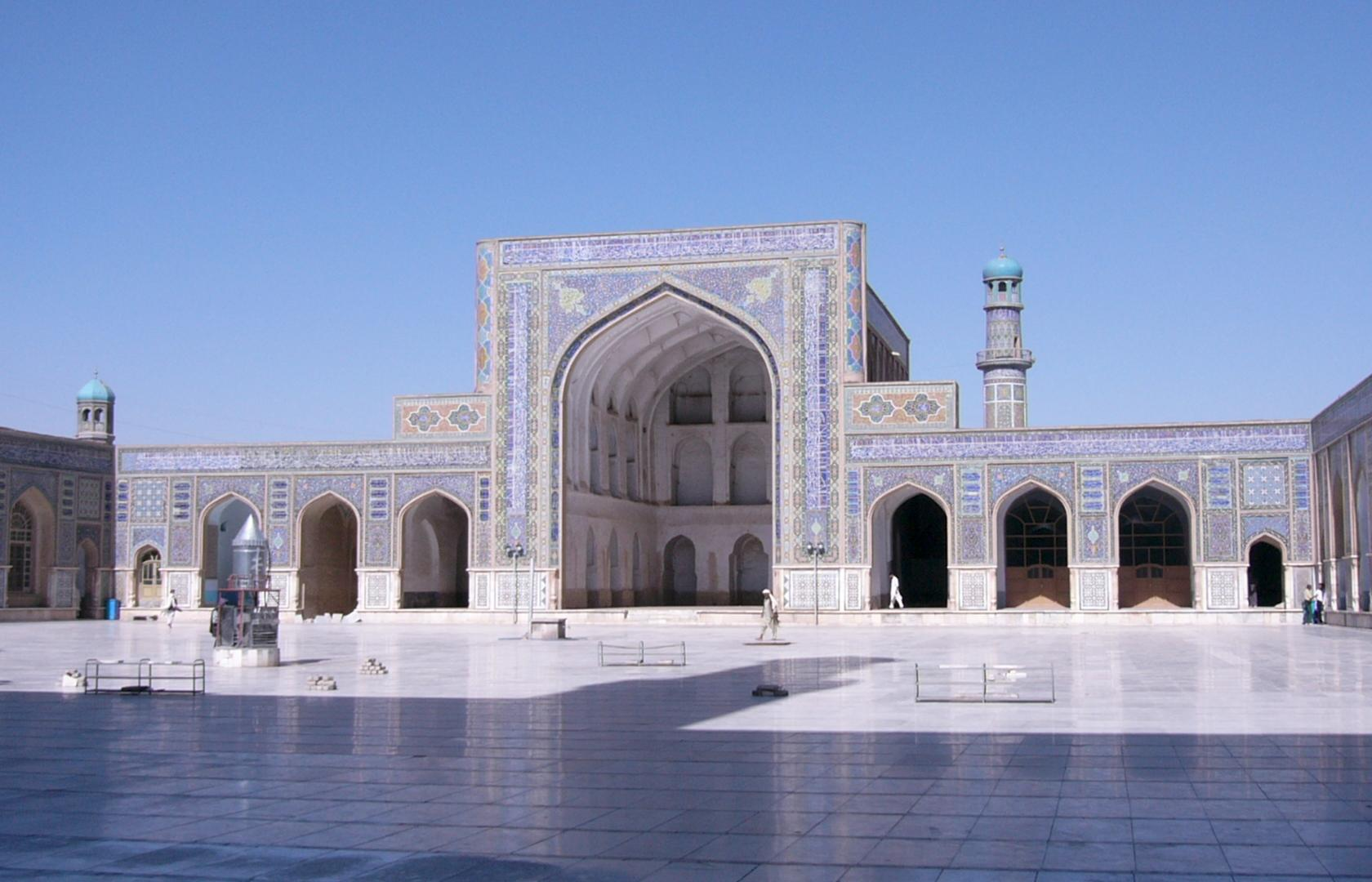
2004
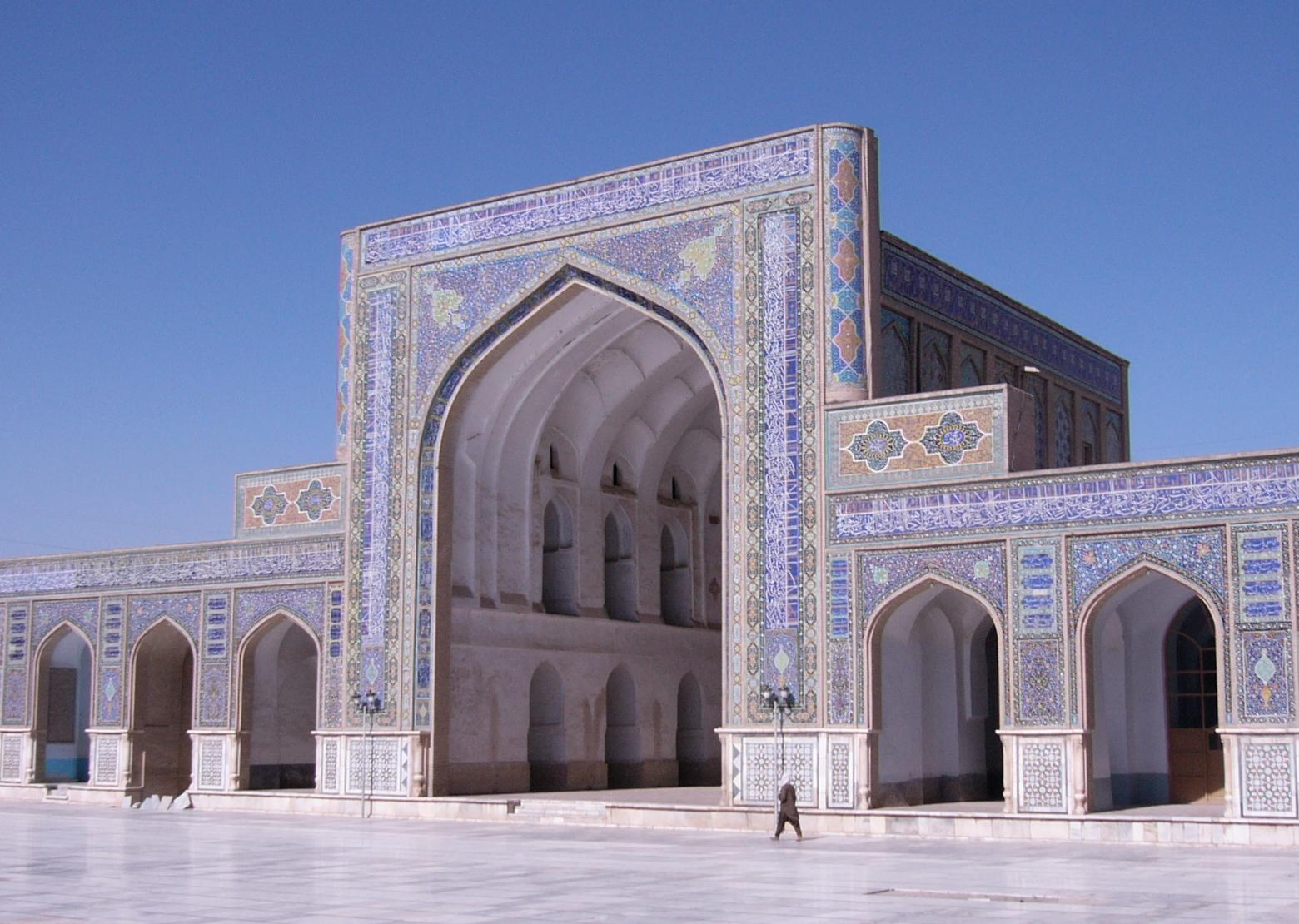
2004
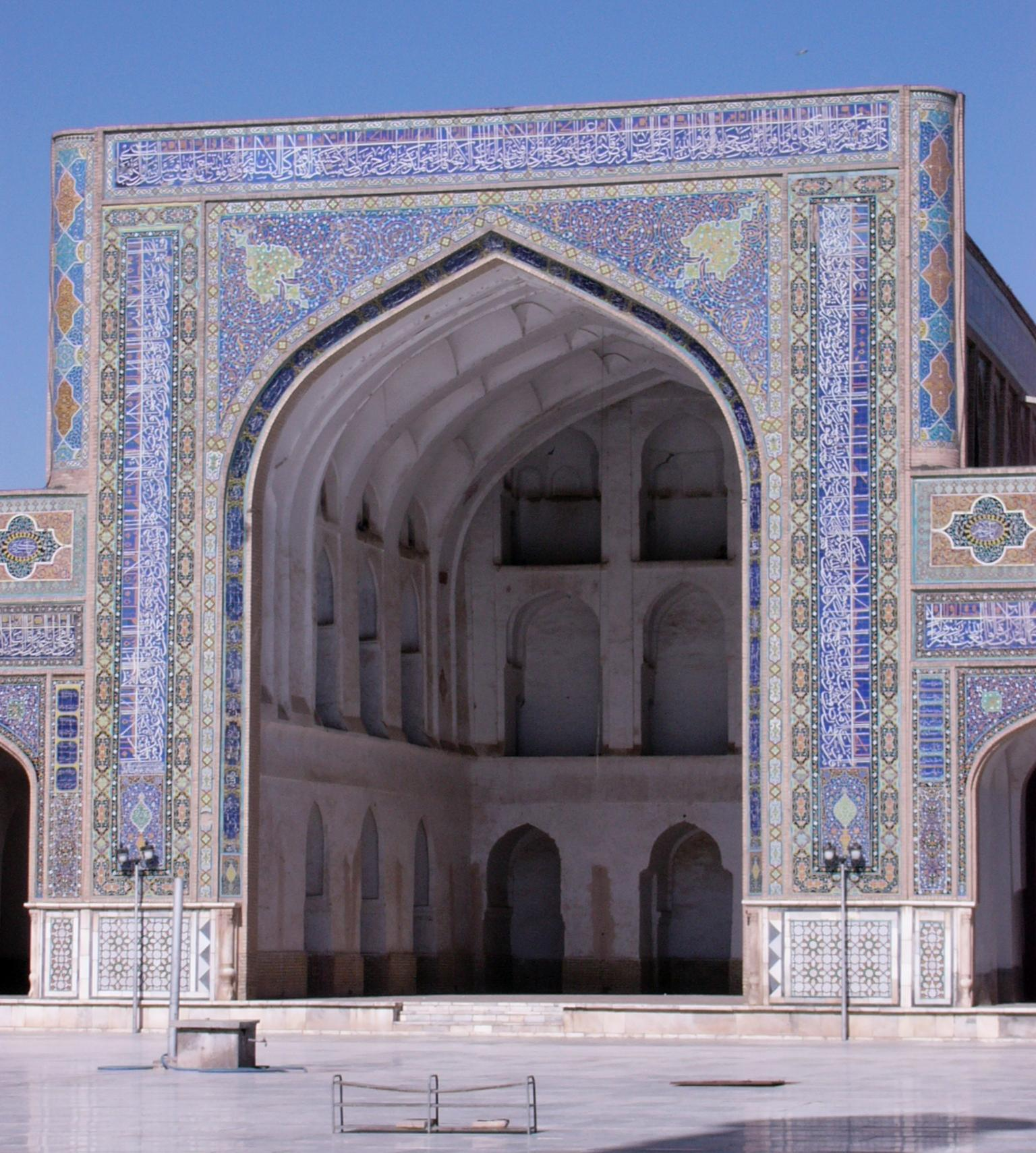
2004
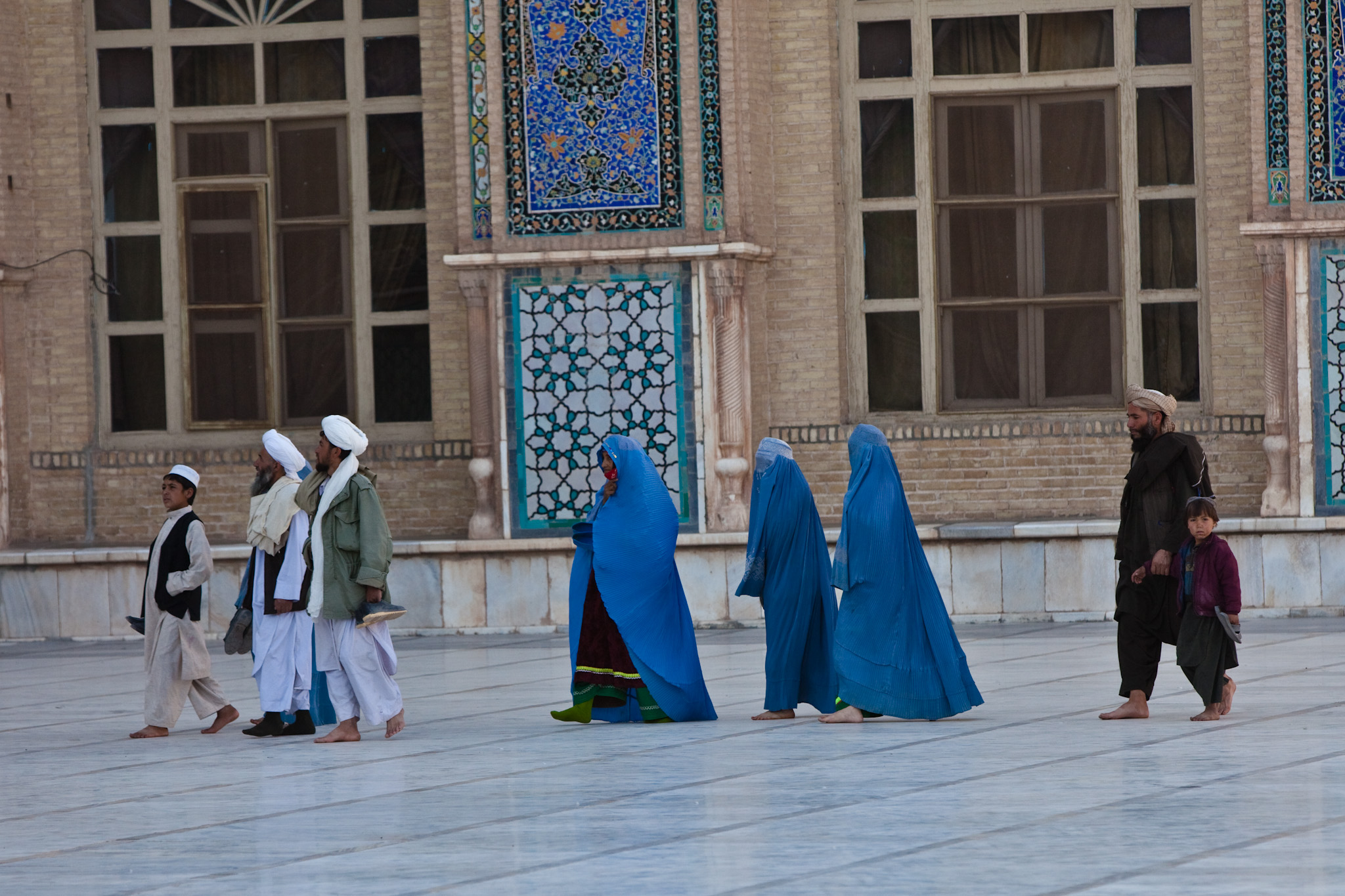
2009
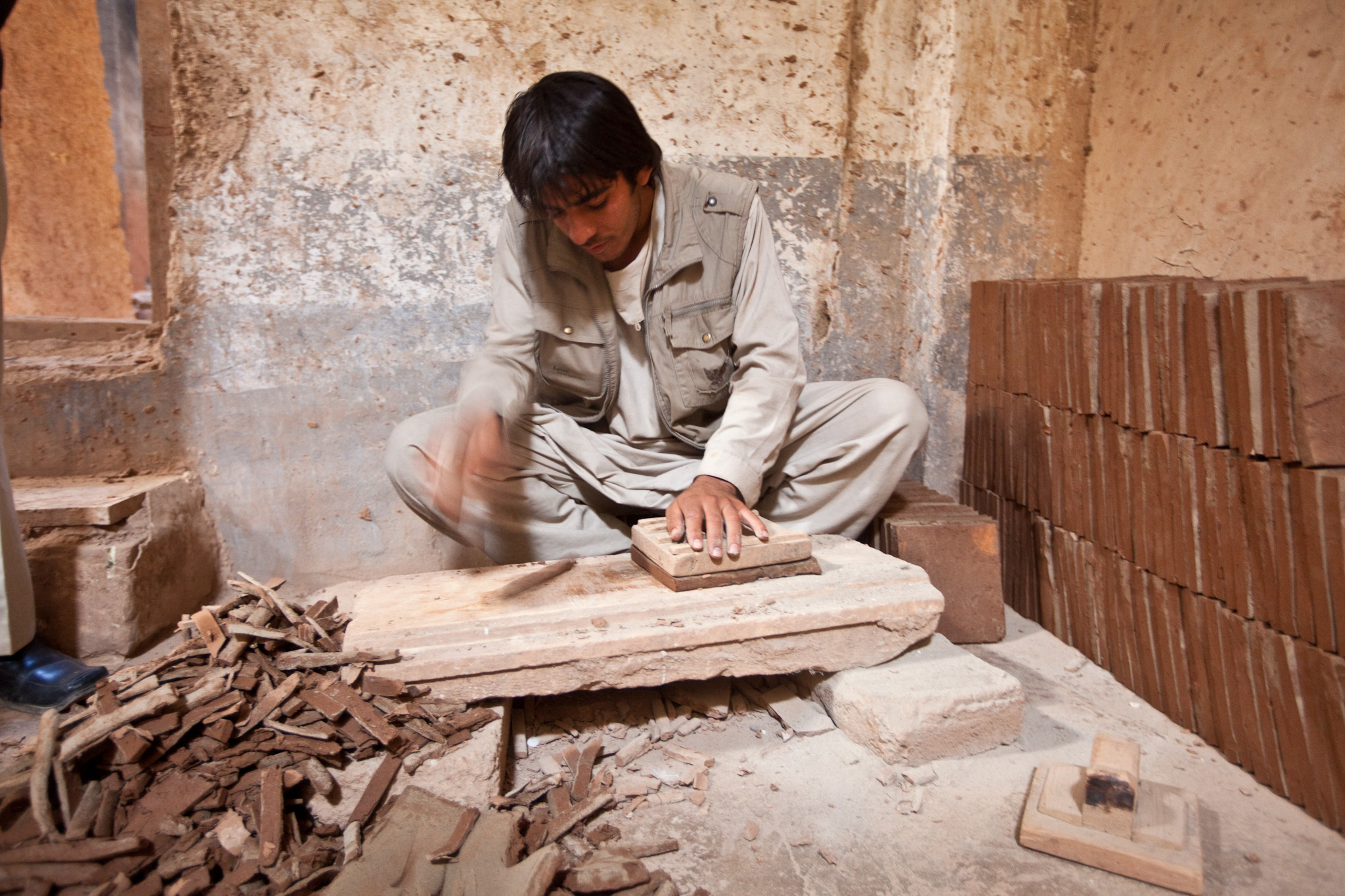
2009
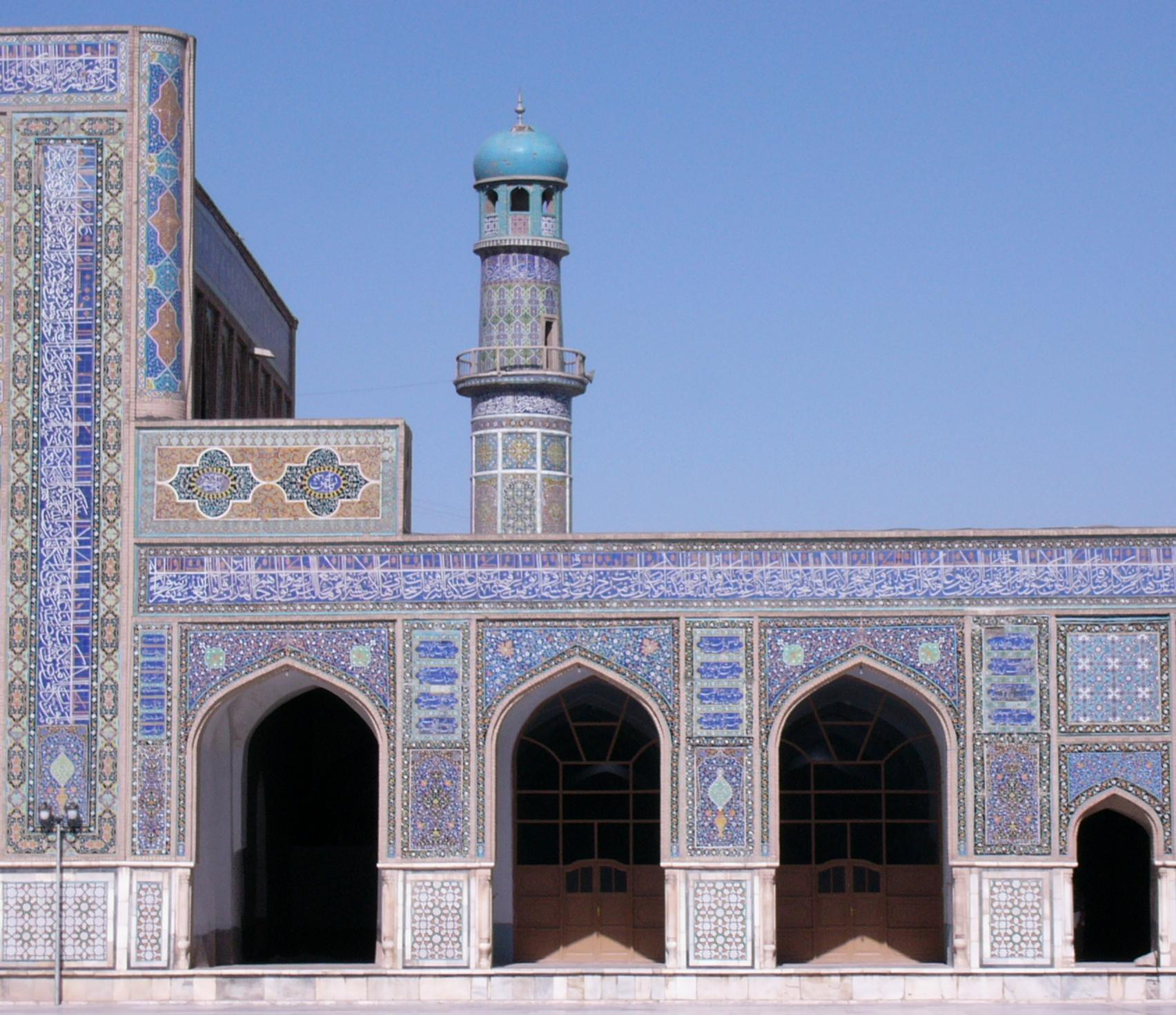
2004
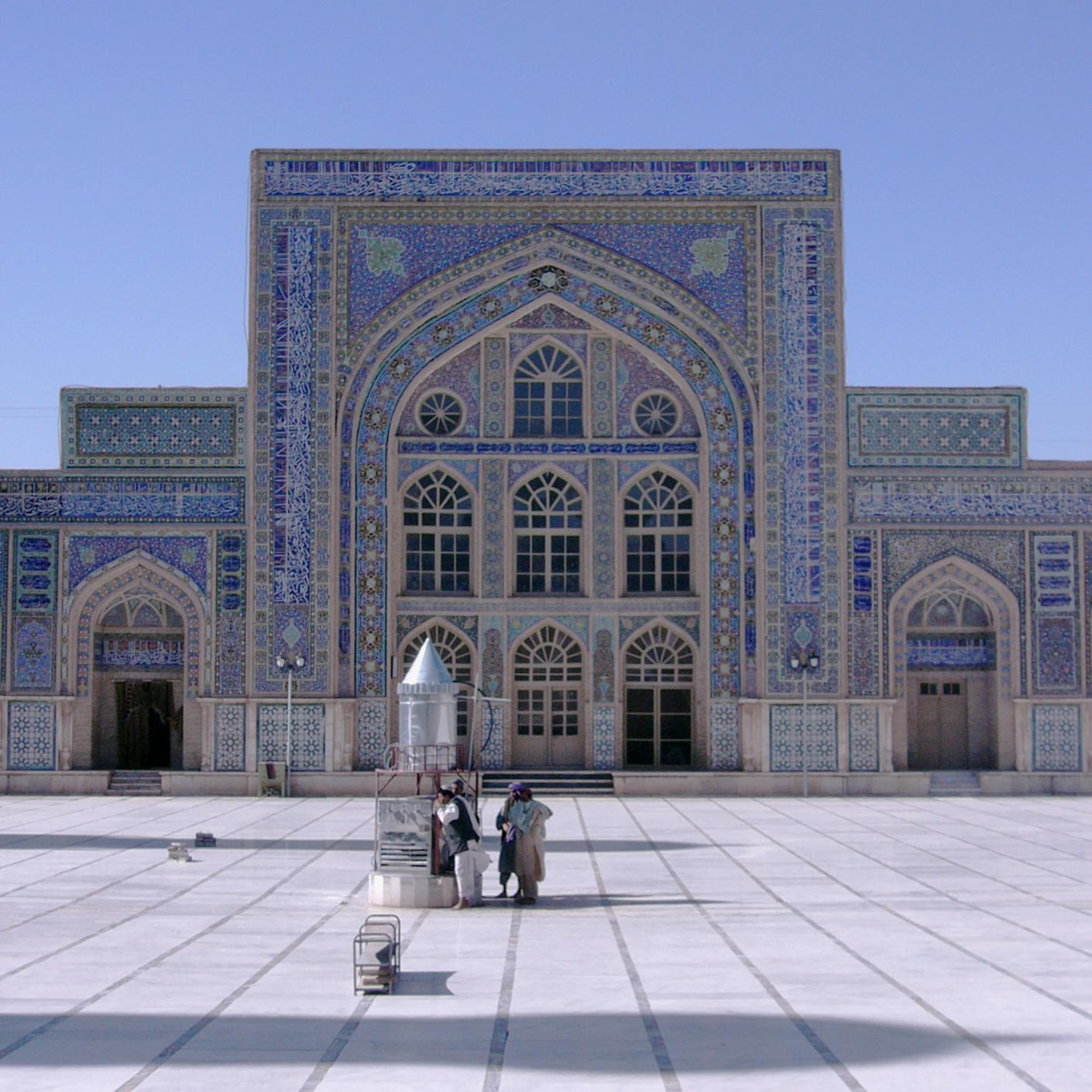
2004
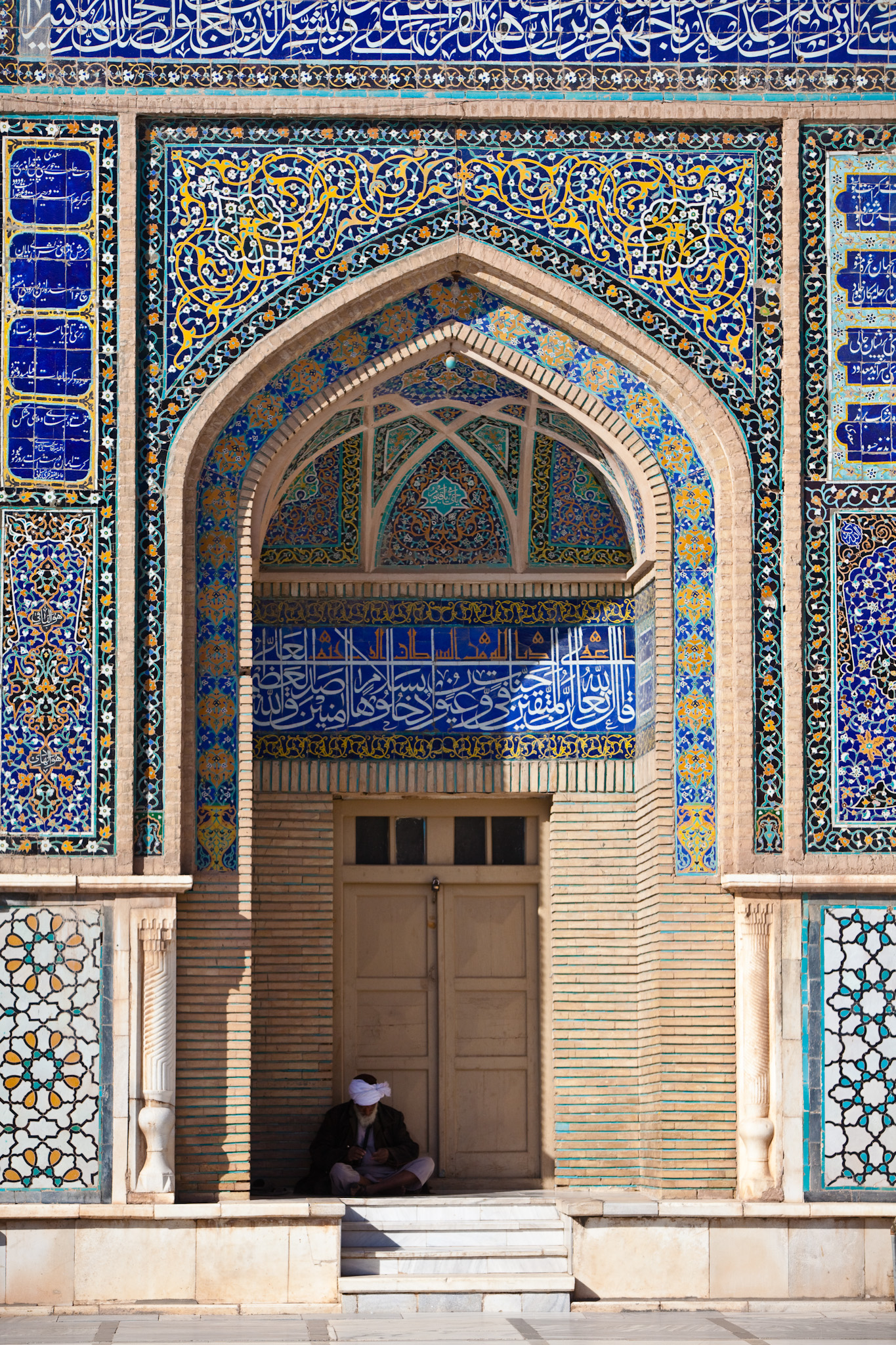
2009
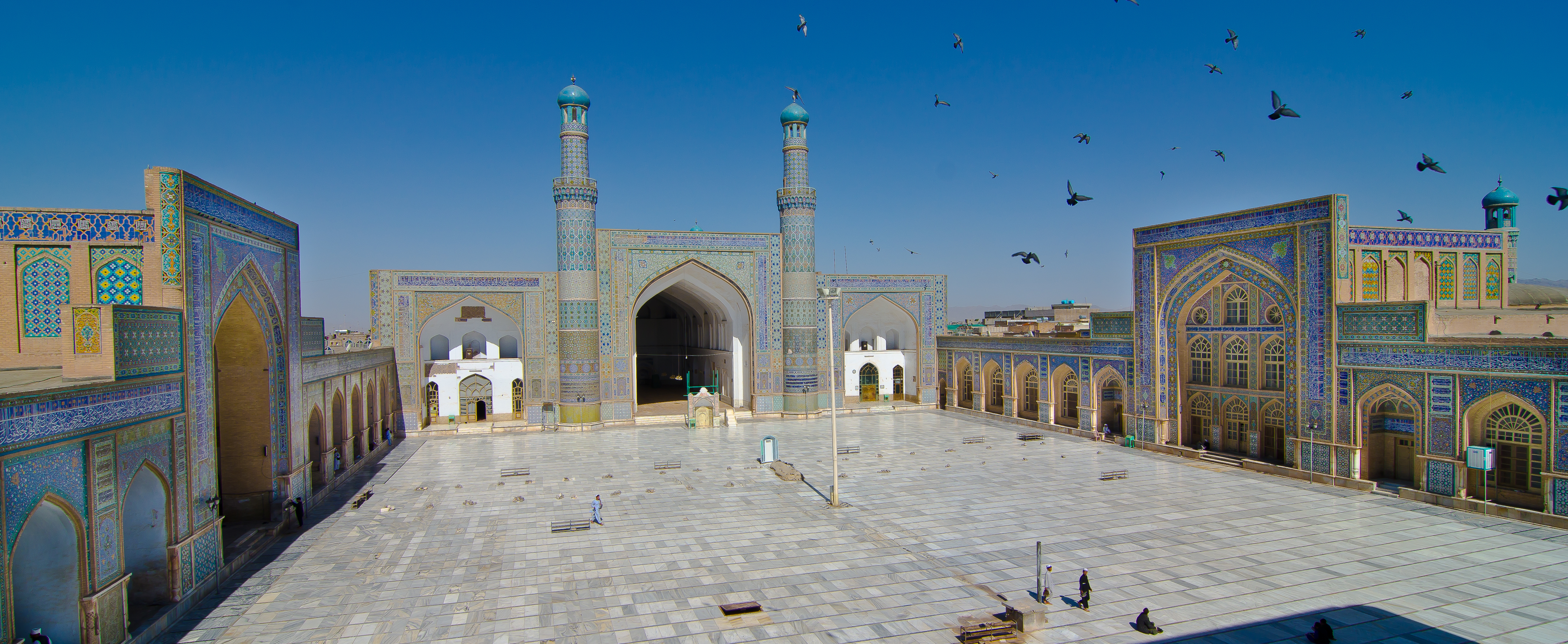
2011
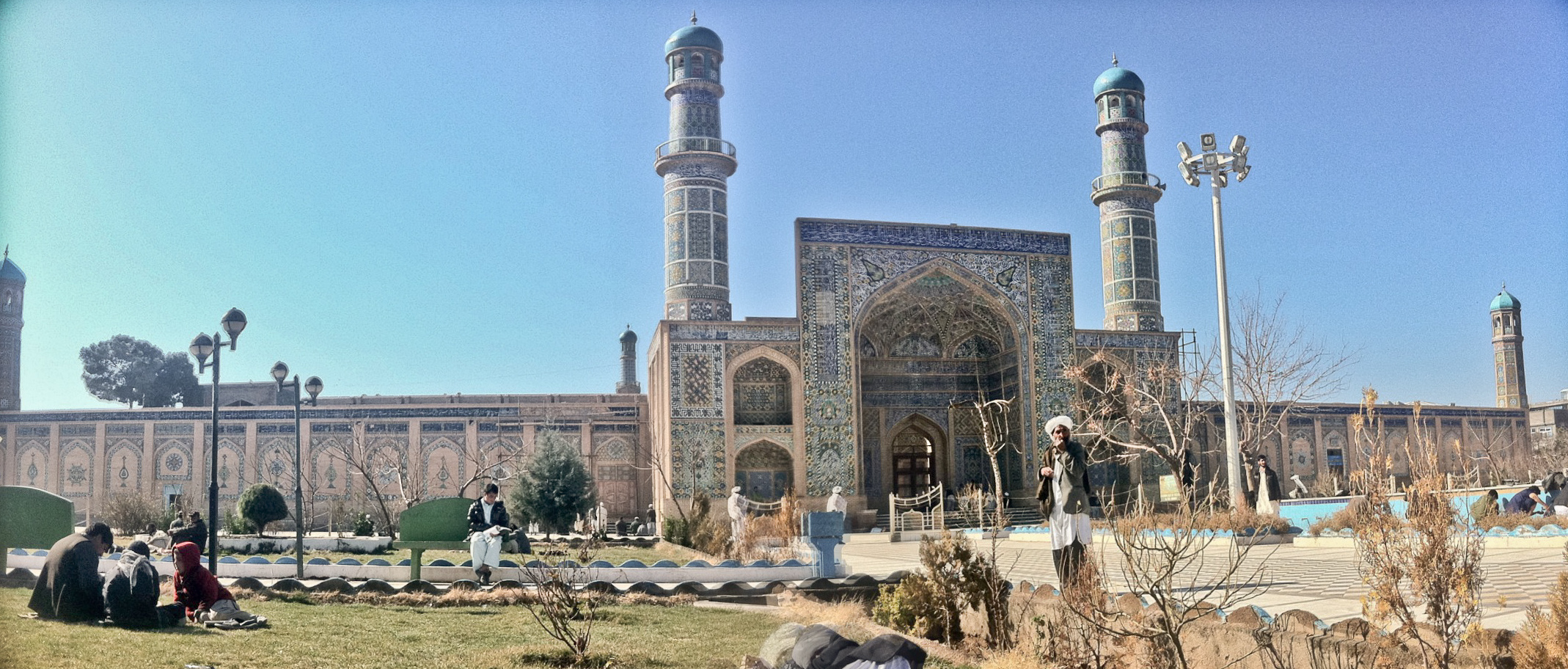
2011